# 昭和館 (栃木県庁舎)
昭和館（しょうわかん）は、栃木県宇都宮市塙田一丁目にある建築物。建築家の佐藤功一が4代目の栃木県庁本庁舎として設計し、65年間県庁舎として利用されてきた。2003年（平成15年）に行政庁舎としての役割を終え、2008年（平成20年）より展示施設やイベント会場として再開館した。

## 建築
1938年（昭和13年）10月に竣工した、鉄筋コンクリート造一部鉄骨造地上4階地下1階建ての建築物である。現存するのは、4代目の栃木県庁舎のうちの正面部分に相当する。設計者は地元・栃木県出身の建築家である佐藤功一、施工者は戸田組（現・戸田建設）である。佐藤が設計し、同時期に建てられた滋賀県庁本館と意匠がよく似ている。また、付近にある宇都宮中央警察署県庁前交番（2012年3月26日開設）は、レンガと石を用いて、昭和館の外観を模している。
外観はルネサンス様式を基調としたもので、1階の人造石の横目地の強調と、2階から4階までを貫く灰色の付柱（ピラスター）によるスケール感の強調を特徴とする。付柱の柱身は縦の深い堀溝があり、柱頭には佐藤のオリジナルであるコンポジット式の装飾を施している。付柱と付柱のあいだの壁には薄茶色のスクラッチタイルを貼っている。
佐藤が設計した滋賀県庁と宮城県庁は中央部に塔・ドームを載せて威厳を出しているが、昭和館は一段高くしているだけである。この一段高くなっている部分の内部は「正庁」と呼ばれる、庁舎内で最も優雅な雰囲気を持つ部屋であった。
内部のデザインはパルメット模様で統一している。

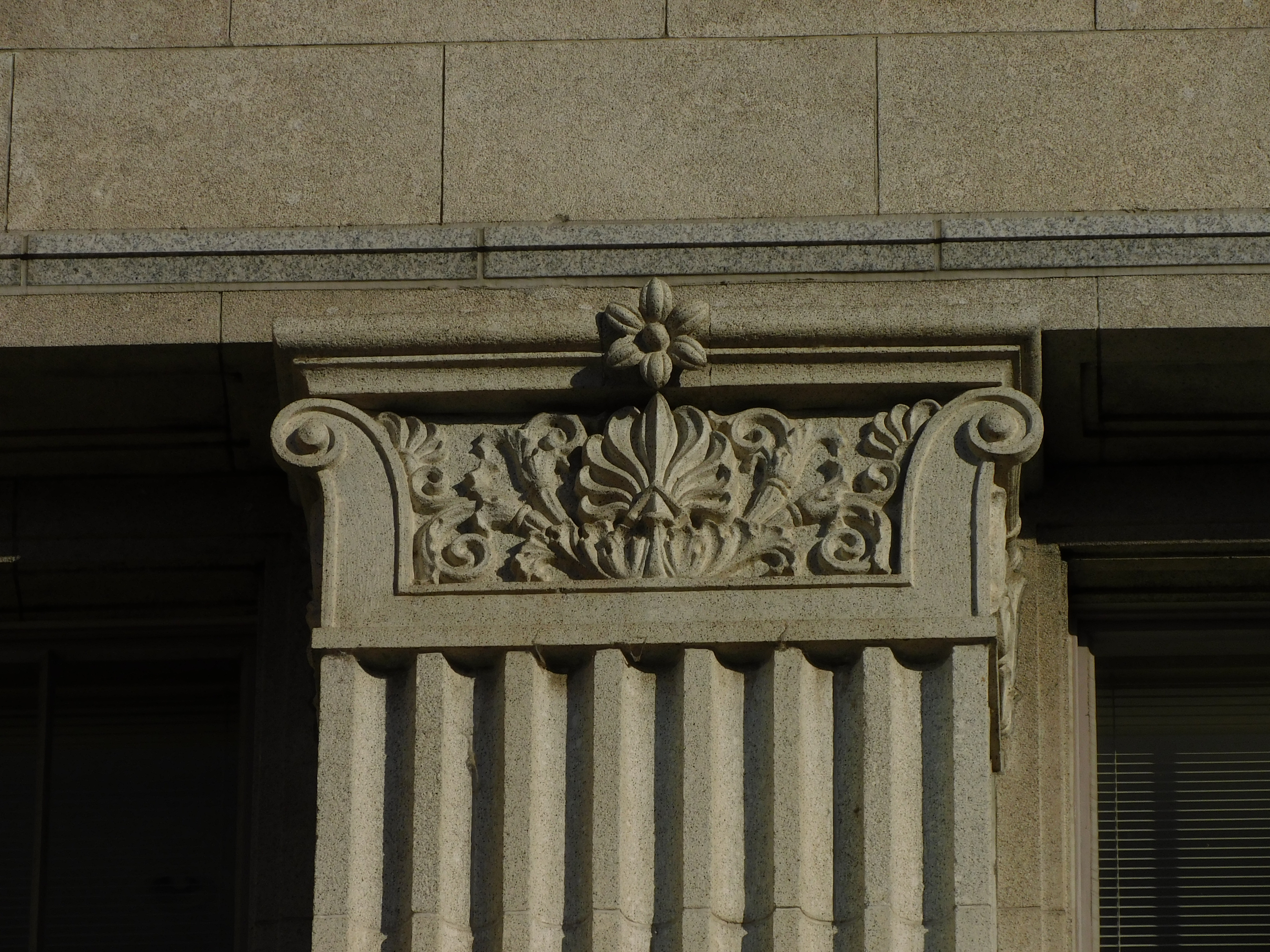
コンポジット式装飾
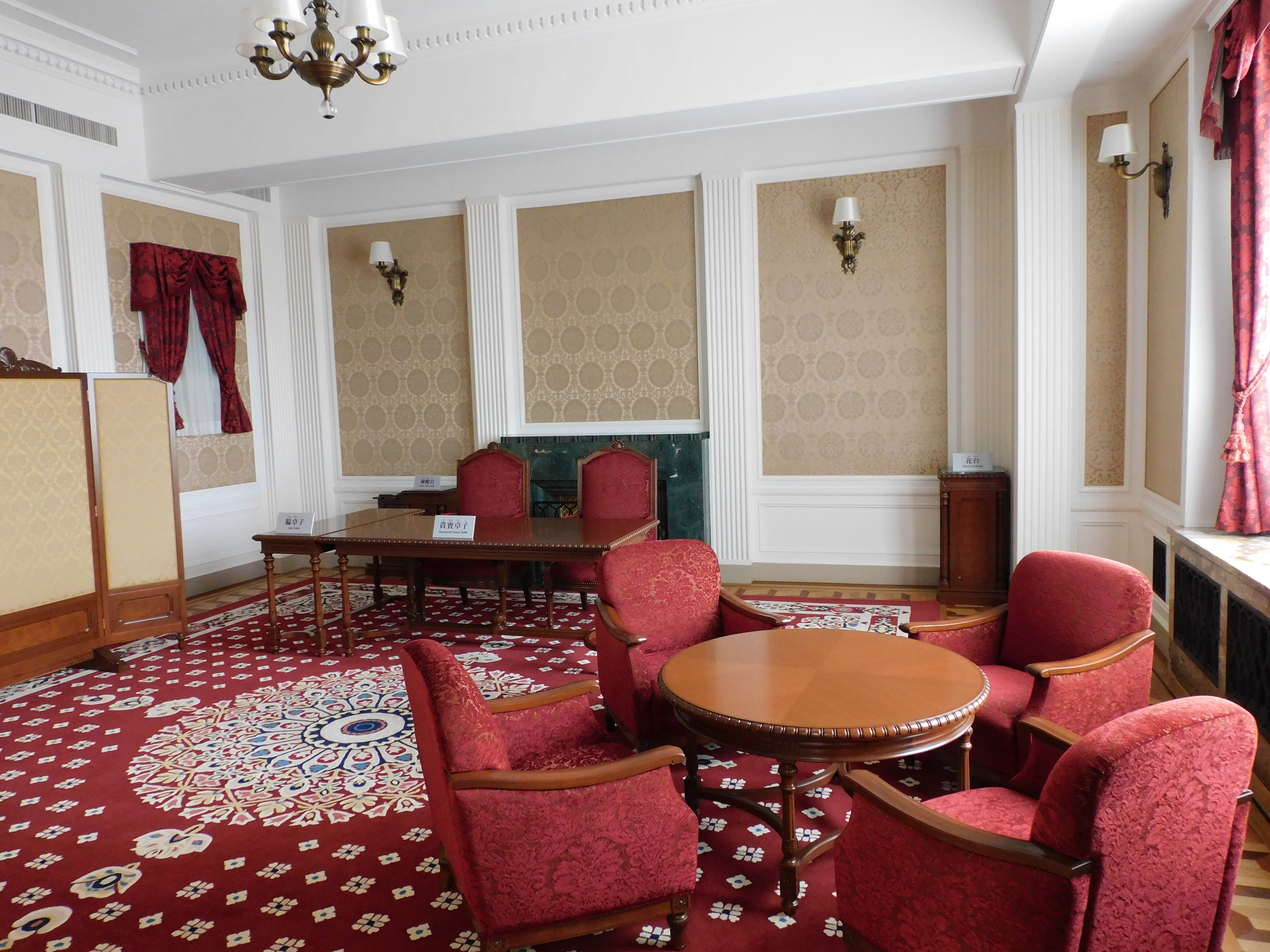
貴賓室

### 現役庁舎時代の特徴
間口118メートル×奥行き64メートルで、建築面積は1,129.54坪（≒3,741平方メートル）、延床面積は4,677.73坪（≒15,495平方メートル）であった。建物は上から見ると「ロの字形」で、各室を結ぶ廊下は、北側と西側は外周部に、南側と東側は中庭側に配置することで、執務室の日照と採光を確保していた。3階に知事室と貴賓室があった。
本庁舎の西側にあった現存しない栃木県議会議事堂は、南側・西側の優美なファサードを特徴としていた。議事堂を中庭ではなく西側に配置したのは、当時としては大胆な設計であった。
佐藤の作品は古典主義・重厚を特徴としつつ、本人は常にネオ（新しい）を追求していた。4代目栃木県庁舎は古典主義的な形式美を重視しつつも、車寄せの庇柱に軽快さが見られるなど、佐藤の作品らしさが窺える。東京工業大学教授の藤岡洋保は、「戦前の府県庁舎のデザインの到達点を示す建築」、「佐藤功一の現存作品中の傑作」と評した。また佐藤は都市景観の視点を持っており、周辺の景観との調和を図りつつ、単調なスカイラインにアクセントをつけ、街区を引き締めるという考えの下で設計した。

## 昭和館
昭和館は、4代目の栃木県庁舎として65年間利用された建物のうち、貴賓室や金庫室などを含む部分を曳家によって移動し、内部を復元・保存したものである。既に行政実務は行われていないが、栃木県庁舎の1棟と見なされている。
館内
| 階      | 室                                                          |
| 4階     | 正庁、多目的室4                                             |
| 3階     | 貴賓室、展示室（近代栃木のすがた、市町村情報室）、多目的室3 |
| 2階     | ふくしレストラン、多目的室2                                 |
| 1階     | 展示室（4代目県庁舎と佐藤功一）、多目的室1                  |
| 地下1階 | 免震装置見学室                                              |

館内のレストラン「ふくしレストラン」では障碍者スタッフが働いている。開店当初は宇都宮市の知的障害者授産施設「富屋作業所」の利用者が店員を務めていた。メニューの中心はビーフカレーと日替わりランチで、地産地消と手作りにこだわっている。なお、ふくしレストランは休憩室を兼ねているため、飲食利用をしない人も入店できる。
昭和館の前には、2020年（令和2年）8月21日にJA全農とちぎとイチゴ生産者らが寄贈した「いちご記念碑」が建立されている。

## 開館までの経緯
栃木県庁は下都賀郡栃木町（現・栃木市）から河内郡宇都宮町に移転して以来、2度火災で焼失している。そして栃木町時代から数えて4代目の庁舎が1937年（昭和12年）1月に着工し、1938年（昭和13年）10月3日に完成した。総工費は約120万円であった。日中戦争が開戦し、物資や資金が統制される中で建設せねばならず、栃木県民による寄付や無償奉仕が行われた。太平洋戦争中は、外壁を黒く塗って空襲を逃れた。
老朽化を理由とした4代目県庁舎の建て替えは、1986年（昭和61年）から議論されてきたが、庁舎の位置や階数をめぐって調整に時間がかかり、この間に知事は2回交代した。一方、周辺の景観と調和していることから保存を求める声が上がり、一部保存が決定した。完成からちょうど65年となる2003年（平成15年）10月3日に閉庁式が挙行され、宇都宮市立昭和小学校の6年生が「蛍の光」を演奏する中、栃木県旗の降納と福田昭夫（栃木県知事）、梶克之（栃木県議会議長）の両名による「栃木県庁」の表札の取り外しが行われ、行政庁舎としての役目を終了した。同月中に取り壊し工事に着手し、2004年（平成16年）には最大秒速1ミリメートルという速さで曳家が行われた。この曳家工事は約6,000トンある建物をその場で44度回転させ、南西方向へ34メートル移動した後、46度回転させて東へ27メートル移動させるという、大規模かつ複雑なものであった。
曳家によって空いた土地には5代目の県庁舎が建設され、2007年（平成19年）12月14日に落成式が、2008年（平成20年）1月4日の仕事始めに合わせて開庁式が挙行された。この開庁式に合わせて昭和館も開館した。その4日後の1月8日には「ふくしレストラン」が館内で開店し、最初の客として福田富一知事らが来店した。

## 利用

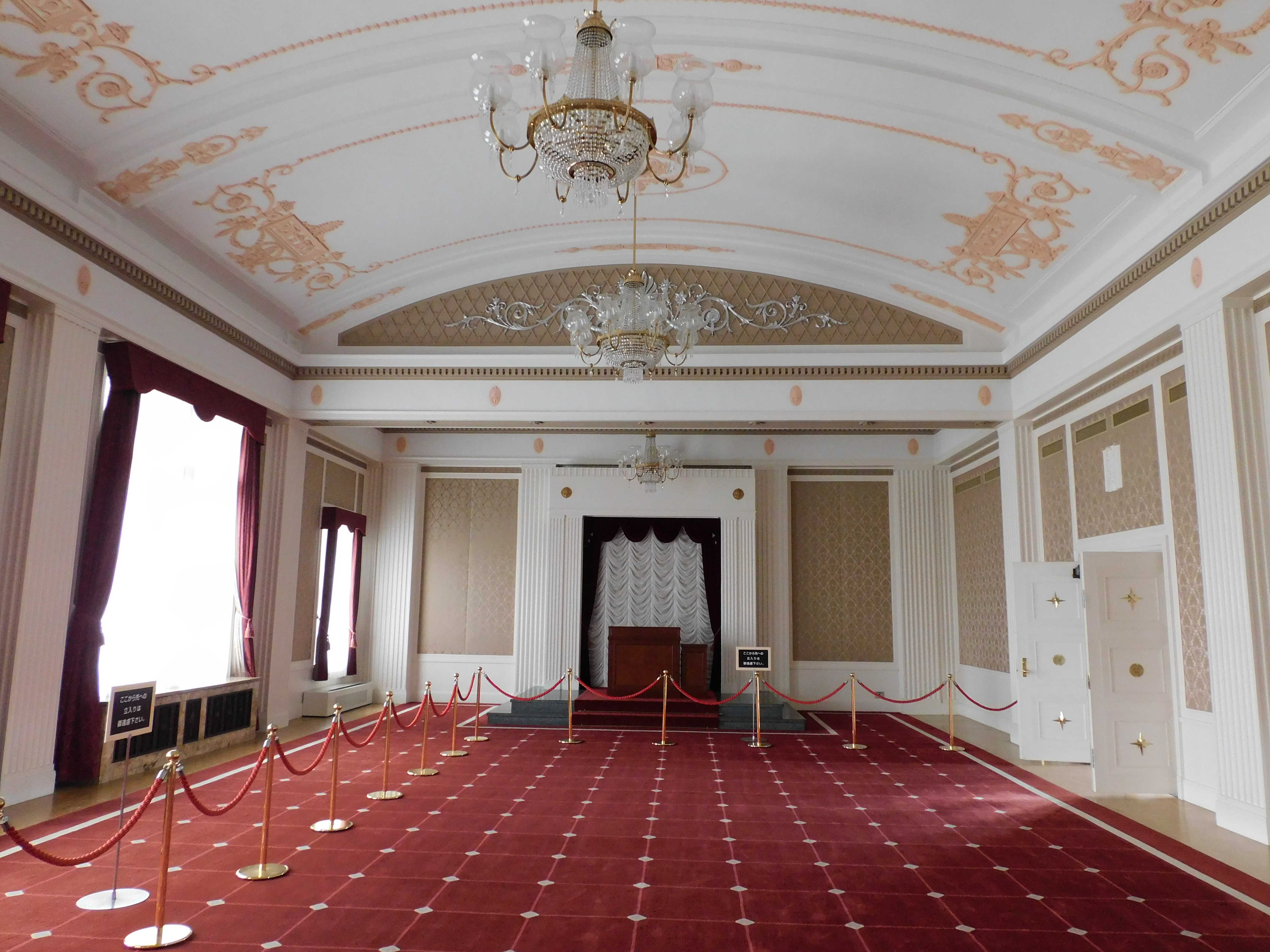
表彰式・結婚式などに使われる正庁

栃木県が実施する表彰式の会場として利用されることがある。
1階と3階にある展示室は、栃木県立文書館が展示を担当している。1階は常設展示で、4代目県庁舎の建設経緯や設計者を紹介している。3階は通常、栃木県や県内市町の史料の展示室であるが、企画展が行われることもある。これまでに、結城紬・益子焼・日光彫・間々田紐などの制作実演や体験教室を内容とする「栃木県伝統工芸品展」（2009年10月9日・10日）、作新学院高等学校の第98回全国高等学校野球選手権大会優勝記念写真展（2016年9月）、県民の日記念の「昭和の暮らし」展（2019年6月15日）などが開催されている。県庁本館と連動した展示が行われることもあり、2013年（平成25年）2月から3月にかけて、「懐かしい“ふるさと とちぎ”回想展」と題して、昭和館では大正時代の尋常小学校通信簿やホーロー看板の展示、昭和30年代（1955年-1964年）のニュース映像の放映が行われ、県庁本館15階では明治から昭和のモノクロ写真展が開かれた。
結婚式場としても利用されている。2009年（平成21年）4月12日に千葉県出身の新郎と宮城県出身の新婦が挙げた結婚式が第1号であり、県庁舎での挙式としては日本初の事例となった。披露宴はできないが、アーチ状の優美な天井とシャンデリアのある豪華な雰囲気で結婚式が挙げられる。

### ライトアップ

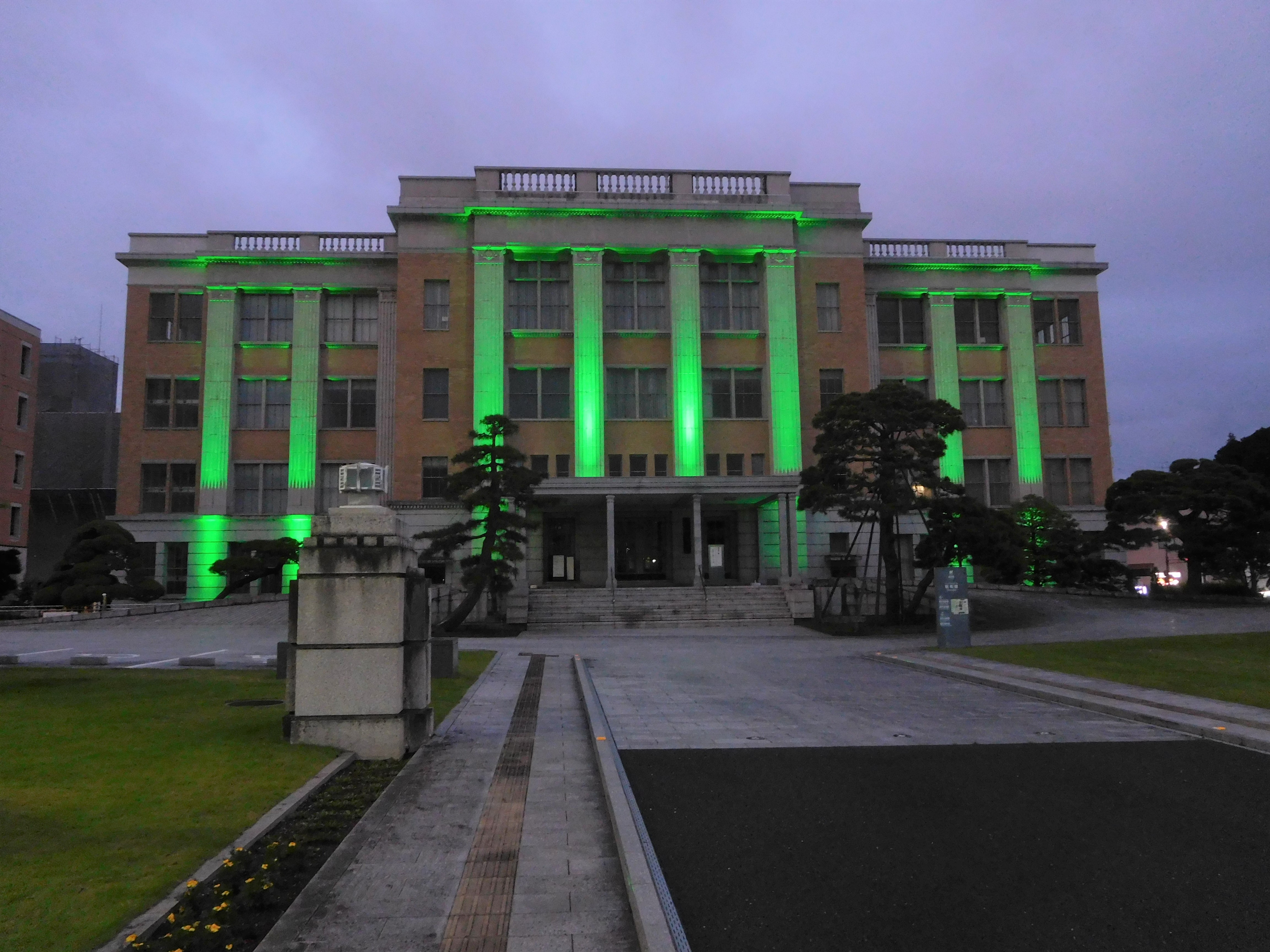
環境の日に合わせて緑色にライトアップした昭和館（2022年6月）

社会への啓発のためにライトアップされることがある。例えば、発達障害への理解を促すためのブルーライトアップ（2016年4月2日）、女性に対する暴力撤廃の国際デーに合わせた紫色ライトアップ（2018年11月下旬）の実績がある。

### ロケ
映画・ドラマなどのロケーション撮影が行われることがある。
- ドラマ『金田一少年の事件簿 獄門塾殺人事件』（2013年公開）
- ドラマ『スケープゴート』（2015年公開）
- ドラマ『天皇の料理番』（2015年公開）
- ドラマ『メガバンク最終決戦』（2016年公開）
- ドラマ『巨悪は眠らせない 特捜検事の逆襲』（2016年公開）
- ドラマ『民衆の敵〜世の中、おかしくないですか!?〜』（2017年公開）
- ドラマ『グッドワイフ』（2019年公開）
- 映画『AI崩壊』（2020年公開）
- 映画『総理の夫』（2021年公開）
- ドラマ『悪女（わる）〜働くのがカッコ悪いなんて誰が言った?〜』（2022年公開）

## 交通
栃木県庁の敷地の南東部に位置する。
- JR宇都宮駅より
  - 市内循環バス（きぶな号）乗車、県庁東バス停下車、徒歩約1分[33]。
  - 大通り経由、徒歩約25分（約1.8 km）[5]。
- 東武宇都宮線東武宇都宮駅より中央通り（シンボルロード）経由、徒歩約12分（約1 km）[5]。
- 自動車利用の場合、栃木県庁の来庁者用駐車場（地下、2時間以上は有料）を利用できる[5]。